# Marika Lang
Ruth Mona Marika Gunhild Lang, född 24 oktober 1961 i Göteborg, är en svensk målare bosatt i Kullavik i Hallands län.

## Bakgrund
Marika Lang föddes i en konstnärsfamilj. Hennes far Yngve Johansson, arbetade som målare och skulptör. Langs mor, Ruth, är utbildad skådespelare men arbetade större delen av sina yrkesverksamma år som bildlärare.

## Karriär
Lang började måla redan som barn, och som sjuåring deltog hon i sin första samlingsutställning. År 1990 började hon livnära sig på sin konst och det har sedermera kommit att bli hennes heltidsarbete. Hennes konst beskrivs som naivistisk och präglas av glädje och vardagssituationer. En annan beteckning som har använts för att beskriva den är "gladkonst". Lang har, utöver ett flertal separat- och samlingsutställningar i Sverige och Norge, även haft samlingsutställningar i Tyskland, Italien, England,  USA, Tjeckien och Danmark. Hennes konstverk har visats på museum som Museum Schloss Reydt i Tyskland, och offentliga utsmyckningar inkluderar Den norske legeforening i Oslo, Oyelegesenter i Oslo, Casino Cosmopol i Göteborg, Solliden i Stockholm och restaurangen på Dramaten i Stockholm.
Under senare år har hon fotograferat platser och miljöer i Stockholm, Göteborg och London bland annat, för att sedan föra över bilderna på duk. Dukarna vaxas in och används sedan som bakgrundsmiljö till hennes naivistiska målningar.

## Utmärkelser
Lang har erhållit utmärkelsen Masarykzs Academy of Arts Kulturpris i Prag, Tjeckien, 1997.